# HMS Tirfing (P166)
För monitoren HMS Tirfing, se HMS Tirfing (1866).
HMS Tirfing (P166) var en av svenska flottans patrullbåtar. Den tillhörde 36. patrullbåtsdivisionen i Karlskrona. Den såldes till The RCI Group Ltd i juni 2008.

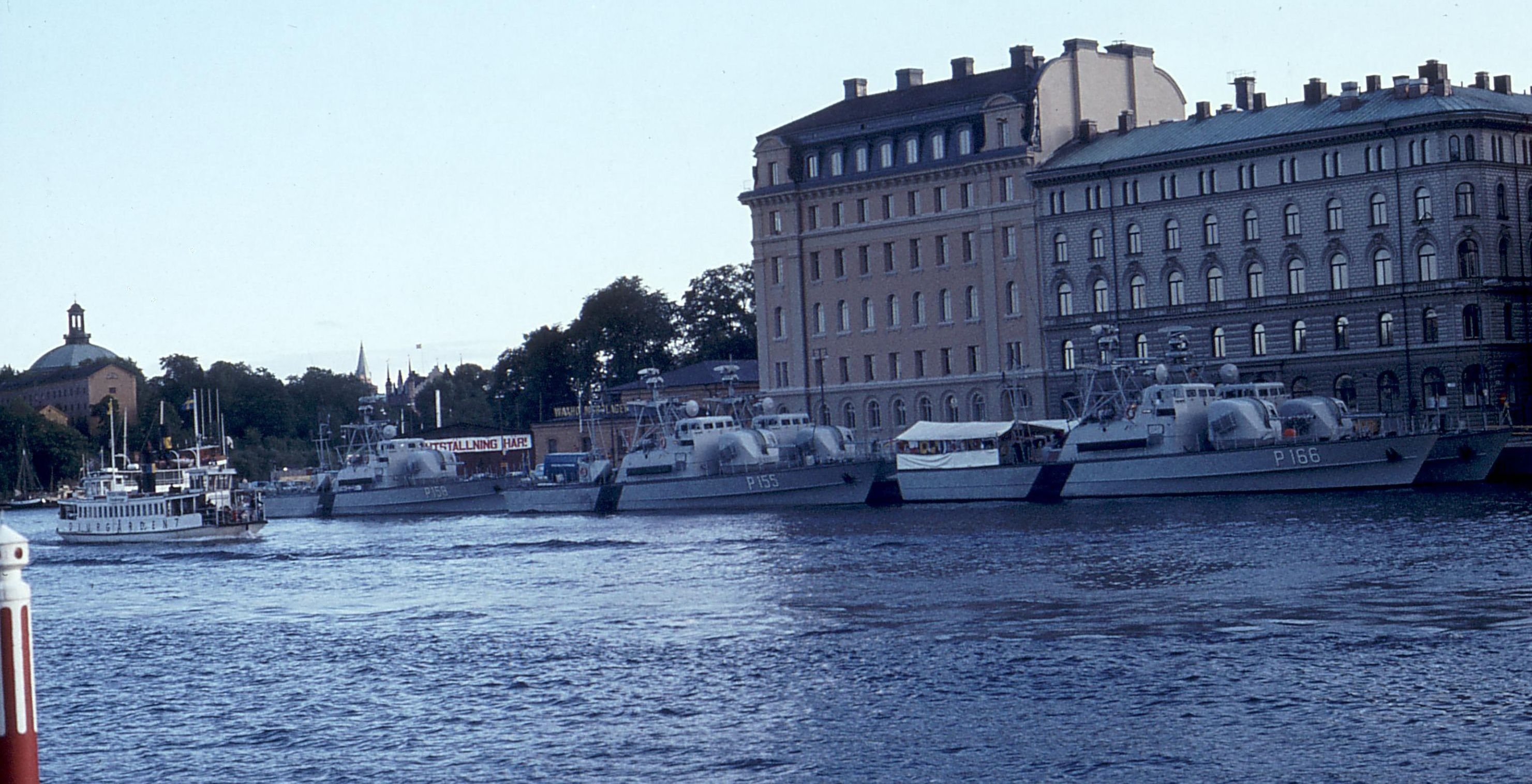
Provturskommando (Ptk) Tirfing (P166) förtöjd vid Nybrokajen i Stockholm i augusti 1982 tillsammans med 5:e patrullbåtsdivisionen. Innanför Tirfing ligger, och dessa två båtar har tillfälligt bytt från Robot 12 till partytält, eftersom man är värd för ett coctailparty med höga officerare, bland annat ÖB.